# The Hunters (rockband)
The Hunters was een nederbietgroep die voortkwam uit de Amsterdamse Johnny and his Cellar Rockers. De eerste formatie bestond uit Jan Akkerman (gitaar), Sidney Wachtel (drums), Wilfred Arends tot 1966 en daarna Ron Bijtelaar (basgitaar) en Paul Hubert (slaggitaar). De groep legde zich aanvankelijk toe op het uitbrengen van covers als You Were on My Mind (een Amerikaanse hit van de We Five) en Mr. Tambourine Man van Bob Dylan.
De grootste hit van de band was Russian Spy and I, een compositie van Jan Akkerman en producer Casper Koelman. De single verscheen in mei 1966 en bereikte de 10e positie in de Nederlandse Top 40 op Radio Veronica. In de Parool Top 20 op Hilversum 3 werd eveneens de 10e positie behaald. De plaat viel vooral op door het virtuoze gitaarspel van Akkerman, dat geïnspireerd lijkt op de flamenco en de balalaika.
De opvolger Janosh was heel wat minder succesvol en stond in september 1966 een week genoteerd op de 40e positie van de Nederlandse Top 40. In de Parool Top 20 werd géén notering behaald.
De band probeerde met de snel veranderende muzikale voorkeuren van de jaren zestig mee te groeien en nam singles als I'm the King en Strange Things Appear op. Een grote doorbraak bleef uit en eind 1968 besloot de band het voor gezien te houden. Jan Akkerman had intussen een solocontract getekend bij Bovema. Hij nam, met Bijtelaar en Wachtel als begeleiders, de instrumentale lp Talent for Sale (1968) op, en werd eind 1968 lid van Brainbox. Ron Bijtelaar dook in de 21e eeuw op in De Maskers.
Sidney Wachtel overleed in augustus 2021.

## NPO Radio 2 Top 2000
| Nummer met noteringen in de NPO Radio 2 Top 2000 | '99  | '00  | '01  | '02  | '03  | '04  | '05  | '06  | '07 | '08  |
| ------------------------------------------------ | ---- | ---- | ---- | ---- | ---- | ---- | ---- | ---- | --- | ---- |
| Russian Spy and I                                | 1197 | 1189 | 1473 | 1355 | 1552 | 1656 | 1944 | 1914 | -   | 1908 |

1. ↑  Een '-' betekent dat het nummer niet was genoteerd en een vetgedrukt getal geeft de hoogste notering aan.
2. ↑  Deze tabel is bijgewerkt tot en met de laatste editie (2024).